# Бакинский экономический район

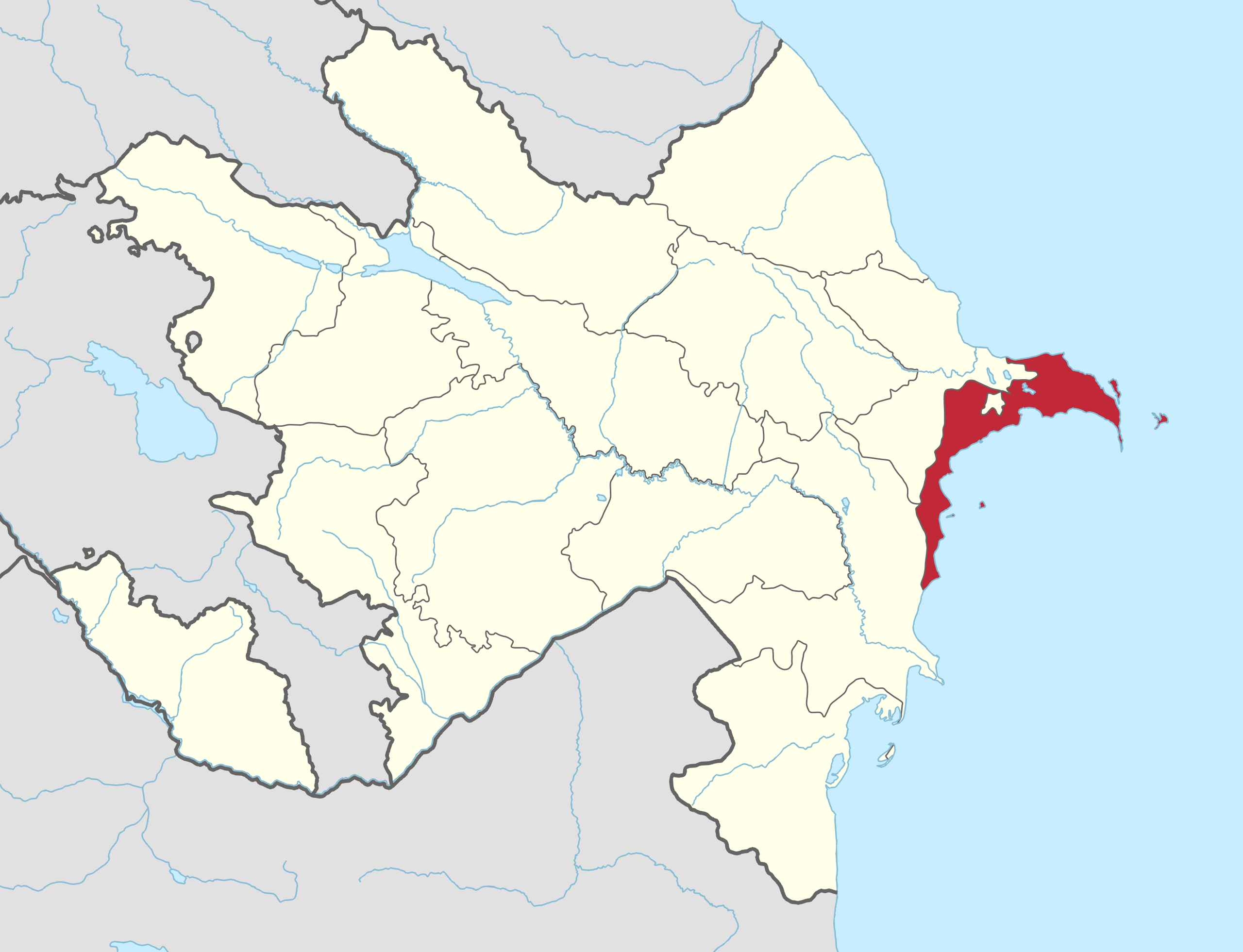
Карта экономических районов Азербайджана (июль 2021)

Бакинский экономический район (азерб. Bakı iqtisadi rayonu) — один из экономических районов Азербайджана. Является одним из главных экономических центров страны. Площадь — 2140 км².

## История
С 1991 года по 2021 год территория города Баку входила в Абшеронский экономический район, а иногда числилась отдельно.
Бакинский экономический район был создан по указу президента Азербайджана от 7 июля 2021 года "О новом разделении экономических районов в Азербайджанской Республике".

## Развитие
К основным развивающимся отраслям относятся нефтеперерабатывающая промышленность, международная торговля, машиностроительная, химическая, пищевая, текстильная промышленность.